# Anyphops decoratus
Anyphops decoratus är en spindelart som först beskrevs av Lawrence 1940.  Anyphops decoratus ingår i släktet Anyphops och familjen Selenopidae. Inga underarter finns listade i Catalogue of Life.